# FK Lovćen Cetinje
Der FK Lovćen Cetinje ist ein Fußballverein aus der montenegrinischen Stadt Cetinje. Der Verein wurde 1913 gegründet und ist damit der älteste Montenegros. Sein Name leitet sich vom in der Nähe gelegenen Berg Lovćen ab. Sein Spitzname lautet Orlovi (=Adler).

## Geschichte
Der FK Lovcén Cetinje wurde am 12. April 1913 von den Gebrüdern Luka und Milo Milunović gegründet. Bereits ein Jahr später, im Jahr 1914, bestritt der FK Lovcén sein erstes internationales Spiel, und zwar gegen den französischen Verein Odre de bataglie militaire Francaisse. Während Montenegro zu Jugoslawien gehörte, spielte der Verein zumeist in der zweiten Liga und brachte es so auf 552 Zweitligaspiele. Zu dieser Zeit gehörte er mit dem FK Budocnóst Podgorica und dem FK Sutjeska zu den erfolgreichsten Vereinen des heutigen Montenegros. Obwohl Lovcén der älteste montenegrinische Verein ist, wurde der FK Lovcén nicht sofort in die Prva Crnogorska Liga aufgenommen, jedoch gelang in der Saison 2006/07 der Gewinn und somit Aufstieg aus der Druga Crnogorska Liga in die Prva Crnogorska Liga. Seitdem spielt der FK Lovcén in der Prva Crnogorska Liga.

## Erfolge
- Gewinn der Druga Crnogorska Liga 2006/07
- Montenegrinischer Pokalsieger: 2014
- Montenegrinischer Pokalfinalist: 2009, 2019

## Europapokalbilanz
| Saison  | Wettbewerb         | Runde                  | Gegner                  | Gesamt | Hin     | Rück    |
| ------- | ------------------ | ---------------------- | ----------------------- | ------ | ------- | ------- |
| 2014/15 | UEFA Europa League | 1. Qualifikationsrunde | FK Željezničar Sarajevo | 0:1    | 0:0 (A) | 0:1 (H) |

Gesamtbilanz: 2 Spiele, 1 Unentschieden, 1 Niederlage, 0:1 Tore (Tordifferenz −1)